# Dispositivo de proteção contra surtos
Dispositivo de proteção contra surtos (DPS) ou "supressor de surto" [nota em Portugal é conhecido por descarregadores de sobretensão (DST's) ou Limitadores de sobretensão] são dispositivos protetores de surto desenvolvidos para limitar sobretensões transientes e também desviar as altas correntes provenientes de descargas atmosféricas. Os dispositivos protetores de surto são necessários em qualquer instalação que tenha riscos de sofrer danos por sobretensão (raios diretos, indiretos e surtos por chaveamento). São utilizados em instalações industriais, comerciais e residenciais. Sobretensões de modo diferencial circulam entre sistemas elétricos do tipo fase-fase e fase-neutro. Essas sobretensões tem um alto potencial de danificar todos os equipamentos conectados à rede elétrica, em especial equipamentos sensíveis: computadores, televisores, equipamentos de áudio, sistemas de segurança e alarme.
Algumas réguas de energia possuem proteção contra surtos embutida, que normalmente fica identificado de forma clara no produto. No entanto, por vezes, réguas de energia que não fornecem proteção contra surtos são erroneamente confundidas com DPS.